# Estación de Drummondville
Drummondville es una estación de Via Rail en Drummondville, Quebec, Canadá. Está ubicado en 263 Lindsay Street, y contó con personal hasta octubre de 2013, cuando una máquina reemplazó la ventanilla de boletos; es accesible para sillas de ruedas. Varios trenes del corredor Montreal-Quebec City y el Ocean de larga distancia paran aquí; el tren Montreal-Gaspé fue suspendido en 2013.